# بوعنتر (آيت شواريت)
بوعنتر هو دُوَّار يقع بجماعة واولى، إقليم أزيلال، جهة بني ملال خنيفرة هي قبيلة لا تضرب البنادر حتى لا يصيب أهلها مكروه وذلك ما وَرَتُهُ من أجدادهم وأن الدوار يتميز بوجود أضرحة مثال سيدي علي الذي يوجد في وسط مقبرة القبيلة وسيدي سعايد الذي يتواجد في تعينيت التابعة لدوار بوعنتر والتي تعتبر مدخل رئيسي إلى قبيلة بوعنتر حيت أن بعض من الساكنة فضل الاستقرار بها لظروف اجتماعية وأخرى طبيعية، وسيدي عبد الرزاق وتكورامت نايت ميمون التي توجد هي الأخرى في الحدود بين قبيلة بوعنتر ودوار الرّقّاد من الشرق والدوار يحده كل من أكرض من الغرب وايت امري وايت بوكوال من الجنوب. ينتمي الدوّار لمشيخة آيت شواريت التي تضم 14 دوار. يقدر عدد سكانه بـ 1593 نسمة حسب الإحصاء الرسمي للسكان والسكنى لسنة 2004.

## روابط خارجية
- البوابة الوطنية للجماعات الترابية نسخة محفوظة 12 مارس 2018 على موقع واي باك مشين.
- المندوبية السامية للتخطيط